# NFYB
NFYB‏ (Nuclear transcription factor Y subunit beta) هوَ بروتين يُشَفر بواسطة جين NFYB في الإنسان.